# Lavocatavis africana
Lavocatavis africana — вид великих м'ясоїдних нелітаючих викопних птахів родини фороракосових (Phorusrhacidae). Вид існував у ранньому еоцені (52-46 млн років тому) в Північній Африці.

## Скам'янілості
Скам'янілі рештки знайдені у відкладеннях формації Гліб Зегдоу в Алжирі. Птах відомий з добре збереженої, майже повної правої стегнової кістки. За розрахунками, птах важив 30-50 кг.

## Палеобіогеографія
Серед науковців існує дискусія про спосіб потрапляння фороракосових до Африки. Фороракосові виникли в Південній Америці приблизно 65 млн років тому. Африка та Південна Америка розійшлися десь 100 млн років тому. В палеоцені відстань між континентами становила 1000 км. Тому виключено, що предки Lavocatavis проникли в Африку по суші. Малоймовірно, що птахи прибули на плавучих островах. Цьому б завадили сильні течії між континентами. Можливо, вони були ще здатні до якогось польоту, і перелітали між островами, що знаходилися у тодішньому Атлантичному океані.